# 托耶
托耶（英語：Toyei）是位於美國亞利桑那州阿帕契縣的一個人口普查指定地區。根據2010年美國人口普查，該地共人口500人，而該地的面積約為0.85平方千米。

## 地理
托耶的座標為35°42′09″N 109°56′17″W / 35.70250°N 109.93806°W，而該地最高點為海拔高度1988米（即6523英尺）。